# Swingate (Nottinghamshire)
Swingate – wieś w Anglii, w hrabstwie Nottinghamshire, w dystrykcie Broxtowe. Leży 10 km na północny zachód od miasta Nottingham i 182 km na północny zachód od Londynu.